# Nagarote
Nagarote är en kommun (municipio) i Nicaragua med 36 803 invånare. Den ligger vid Stilla havet i den västra delen av landet i departementet León, mitt emellan León och Managua. Nagarote är känd för sina Quesillos, som består av majstortillas med ost emellan.

## Geografi
Nagarote gränsar till kommunerna León och La Paz Centro i väster, Xolotlánsjön i norr, Mateare i öster, Villa Carlos Fonseca i söder samt Stilla havet i sydväst. Majoriteten av kommunens invånare bor i centralorten Nagarote med 19 614 invånare (2005). Kommunens näst största ort är Puerto Sandino med 2 407 invånare (2005).
Längs Stillahavskusten finns det fina sandstränder och flera badorter, som exempelvis El Velero, Miramar, Playa Hermosa och El Transito. Där finns också en viktig hamn i Puerto Sandino. 

## Historia
Nagarote var ett av de många indiansamhällen som redan existerade vid tiden för spanjorernas erövring av Nicaragua, och Nagarote är nämnt i landets första taxeringslängd från 1548. Nagarote blev 1875 upphöjd från pueblo till rangen av villa och sedan 1963 från villa till ciudad (stad).

## Kända personer
- Tomás Martínez (1820-1873), Nicaraguas president 1857-67[7]
- Pablo Antonio Vega Mantilla (1919-2017), biskop[8]
- Silvio Mayorga (1934-1967), revolutionär[9]

## Bilder
|  |  |  |
|  |  |  |